# Traslaviña (stacja kolejowa)
Traslaviña (bas.: Traslaviñako geltokia) – stacja kolejowa w Artzentales, w prowincji Vizcaya we wspólnocie autonomicznej Kraj Basków, w Hiszpanii. 
Jest obsługiwana przez pociągi wąskotorowe FEVE.

## Linie kolejowe
- Linia Bilbao – Santander[1]